# Умравсингх, Сугрин
Сугрин Умравсингх (нидерл. Sugrim Oemrawsingh), или Гарри Сугрин Умравсингх (нидерл. Harry Sugrim Oemrawsingh; 25 августа 1940, Никкери, Колония Суринам — 8 декабря 1982, Парамарибо, Суринам) — суринамский учёный-физик. Жертва Декабрьских убийств.

## Биография
Сугрин Умравсингх родился 25 августа 1940 года в округе Никкери в семье индосуринамцев. После учёбы в местной начальной школе, родители отправили его учиться в среднюю школу в Парамарибо, которую он окончил в 1960 году. Умравсингх переехал в Нидерланды, где продолжил образование. В 1968 году он защитил магистерскую степень в области математики и физики в университете Амстердама.
По окончании образования, работал научным сотрудником в Вычислительном центре в Техническом университете Делфта. В это же время готовился к защите диссертации. Умравсингх специализировался на компьютерных технологиях, опубликовал ряд статей в этой области, в том числе в Международном журнале вычислительной математики. В 1970-х он вернулся на родину и стал преподавателем в университете Суринама в Парамарибо. Умравсингх был одним основателей университетского компьютерного центра (U.R.C.), который открылся в 1980 году. Он стал его первым директором. Умравсингх был женат, имел дочь и сына.
Несмотря на военный переворот под руководством Баутерсе в январе 1980 года, он еще некоторое время работал в университете. В марте 1982 года его брат-близнец Бал Умравсингх — профессор биохимии в университете Суринама был убит, возможно, из-за участия в неудачной попытке свергнуть путчистов, которую предприняли военные Рамбокус и Сеомбар. Друзья и родственники, опасаясь преследований, просили Умравсингха уехать из страны, он решил остаться. Его арестовали после убийства брата, но освободили в октябре 1982 года. И снова Умравсингх отказался покинуть Суринам.
Глава путчистов Баутерсе, боясь волнений среди студентов, решил избавиться от двух университетских преподавателей, которых считал особенно опасными для своего правления. Ими были Герардус Лекки и Умравсингх. 8 декабря 1982 года учёный был снова схвачен военными и, после пыток в тюрьме Форт-Зеландия, убит, вместе с четырнадцатью другими гражданами, находившимися в оппозиции к военному режиму. 13 декабря того же года его тело, выданное родственникам, похоронили на кладбище Сарва-Удай в Парамарибо. 30 ноября 2007 года был открыт процесс над подозреваемыми в жестоком убийстве. На процессе от имени семьи присутствовал племянник убитого, Сюнил Умравсингх.